# جوزف کاتن
جوزف چشایر کاتن (به انگلیسی: Joseph Cheshire Cotten) هنرپیشه آمریکایی متولد ۱۵ مه ۱۹۰۵ در پترزبورگ ویرجینیا و مرگ در اثر سینه پهلو ۶ فوریه ۱۹۹۴ در وست وود کالیفرنیا.

## زندگی‌نامه
در یک خانواده کشاورز بدنیاآمد برای ادامه تحصیل به واشینگتن رفت و در کنار تحصیل فوتبال بازی می‌کرد و بر نمایش‌های تئاتر نقد می‌نوشت و آرزو داشت هنرپیشه شود. بالاخره به صحنه تئاتر راه یافت و در سال ۱۹۳۵ به نیویورک رفت و به عنوان دستیار گروه تکنسین‌ها در برادوی استخدام شد.
در سال ۱۹۳۶ با اورسن ولز آشنا شد و با او کار در رادیو را آغاز کرد و در برنامه رادیویی مشهور اورسن ولز با نام جنگ دنیاها همکاری داشت.

## کار در سینما
زمانی که اورسن ولز در جستجو یافتن بازیگران اولین فیلمش همشهری کین بود نقش‌های اصلی فیلم را به منتقد تئاتر جد للاند(Jed Leland) و دوستش جوزف کاتن پیشنهاد کرد و این اولین تجربه سینمایی درهای هنرهفتم را بر او گشود. دو فیلم دیگر با اورسن ولز کار کرد امبرسون‌های باشکوه و سفر به سرزمین ترس. پس از آن نقش یک قاتل زیبا و جذاب سایه یک شک آلفرد هیچکاک را بازی کرد ویکی از بیاد ماندنی‌ترین نقش‌هایش را به نمایش گذاشت. در نقش نجات دهنده اینگرید برگمن در چراغ گاز (فیلم) جرج کیوکر ظاهر شد و بار دیگر در کنار اینگرید برگمن در فیلم در برج جدی هیچکاک بازی کرد؛ و دوباره در کنار اورسن ولز در فیلم مرد سوم کارول رید همبازی شد. پس از این فیلم کمتر در فیلم درخشانی بازی کرد. کار بازیگری را تا اوایل دهه ۸۰ ادامه داد.

## سایر فعالیت‌ها
- در بسیاری از فیلم‌های تلویزیونی نقش آفرینی کرد.
- بین سال‌های ۵۷−۱۹۵۰ برنامه تلویزیونی با نام جوزف کاتن شو را اجرا کرد.
- در تئاتر در نمایش داستان فیلادلفیا ظاهرشد که کری گرانت آن را برپرده سینما بازی کرد.
- در سال ۱۹۸۷ زندگینامه‌اش را منتشر کرد.[۳]

## گزیده فیلمشناسی
- همشهری کین (۱۹۴۱)
- لیدیه (فیلم) (۱۹۴۱)
- آمبرسون‌های باشکوه (۱۹۴۲)
- سفر به سرزمین ترس (۱۹۴۳)
- سایه یک شک (۱۹۴۳)
- چراغ گاز (۱۹۴۴)
- از وقتی تو رفتی (۱۹۴۴)
- من تو را می‌بینم (فیلم ۱۹۴۴) (۱۹۴۴)
- نامه‌های عاشقانه (فیلم ۱۹۴۵) (۱۹۴۵)
- جدال در آفتاب (۱۹۴۶)
- دختر کشاورز (فیلم ۱۹۴۷) (۱۹۴۷)
- مرد سوم (۱۹۴۹)
- در برج جدی (۱۹۴۹)
- دو پرچم به‌سوی غرب (۱۹۵۰)
- اتلو (۱۹۵۲)
- مردی با ردا (۱۹۵۱)
- نیاگارا (فیلم) (۱۹۵۳)
- برنامه‌ریزی برای جنایت (۱۹۵۳)
- نشانی از شر <(۱۹۵۸)ref>Joseph Cotten</ref>
- آخرین غروب آفتاب (۱۹۶۱)
- هیس… هیس، شارلوت عزیز (۱۹۶۴)
- اسکار (فیلم ۱۹۶۶) (۱۹۶۶)
- تورا! تورا! تورا! (۱۹۷۰)
- بیسکویت سبز (۱۹۷۳)
- ت مثل تقلب (۱۹۷۳)
- فرودگاه ۷۷ (۱۹۷۷)
- کاروان‌ها (فیلم ۱۹۷۸) (۱۹۷۸)
- جنایت بی‌نقص (۱۹۷۸)
- جزیره مردان ماهی‌نما (۱۹۷۹)
- دروازه بهشت (فیلم) (۱۹۸۰)
- هذیان (فیلم ۱۹۸۰) (۱۹۸۰)